# Gerd Hagman
Pour les articles homonymes, voir Hagman.
Gerd Agnes Marianne Hagman, née Gerda Agnes Marianne Hagman le 4 juillet 1919 dans la paroisse Maria Magdalena de Stockholm et morte le 30 novembre 2011 dans la paroisse Norrtälje-Malsta du comté de Stockholm, est une actrice suédoise.

## Biographie
Gerd Hagman est la fille du chancelier C Vilhelm Hagman et d'Irma Richter. Elle est la sœur jumelle du critique d'opéra et de ballet Bertil Hagman (1919–2008). Elle étudie les langues à Iéna et à Bordeaux ainsi que des cours de chant et de piano. Elle fréquente la Dramatens elevskola de 1938 à 1941. Avec cette école de théâtre, elle joue dans Vår lilla stad (Rebecca Gibbs, en tournée), Happy Days (en tournée), Den lilla hovkonserten, Vi skilja et Döbeln (Lisette von Stedingk).
Au cinéma, Hagman joue notamment dans Den blomstertid (sv), Striden går vidare, Hem från Babylon (Brita von Wendt), Man glömmer ingenting (sv) (Nora Segervind) et Rid i natt! (Annika Persdotter). Elle a reçu la bourse Daniel Engdahl en 1940 et la statuette Stiller en 1958, lorsque ce prix a également été décerné à Ingmar Bergman.
Gerd Hagman a été mariée en 1942–1954 à l'avocat Gunnar Ewerlöf, en 1958–1960 au maître de chai Knut Carlquist à Norrköping et en 1967–1970 au producteur de disques Frank Hedman.
Hagman meurt en 2011 et est enterrée à cimetière du Nord à Solna.

## Filmographie partielle

### Au cinéma
- 1940 : Den blomstertid
- 1941 : Hem från Babylon

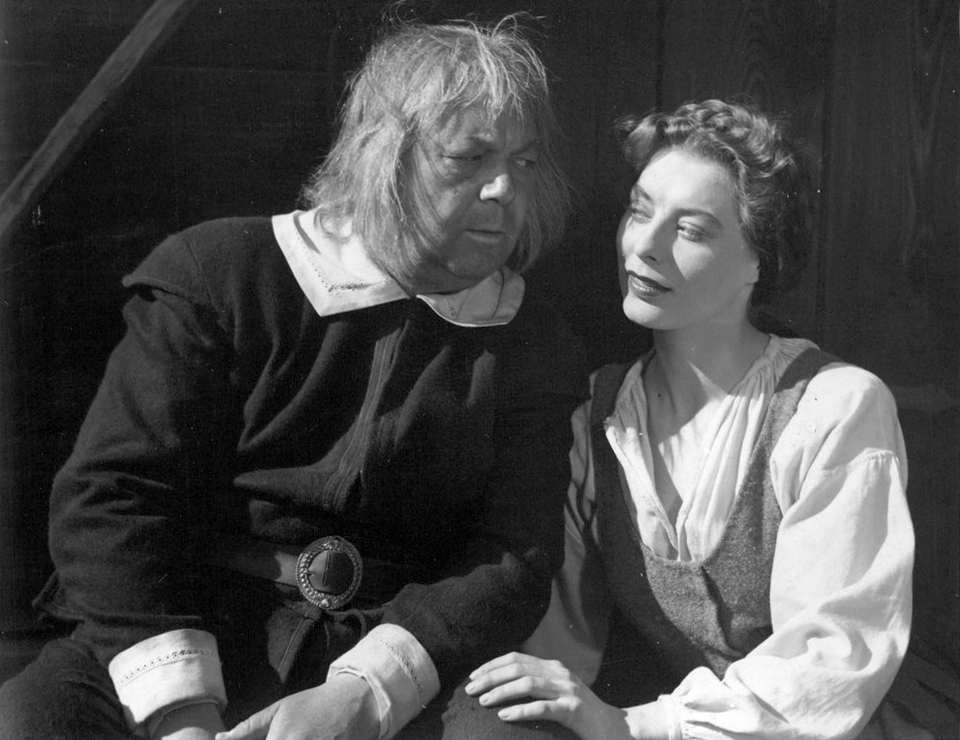
Erik Berglund et Gerd Hagman dans Rid i natt! (1942).

- 1941 : Striden går vidare de Gustaf Molander
- 1942 : Rid i natt!
- 1942 : Man glömmer ingenting
- 1943 : Det brinner en eld
- 1947 : Un invité va venir (Det kom en gäst)
- 1957 : Mamma tar semester
- 1959 : Brott i Paradiset
- 1974 : Vita nejlikan eller Den barmhärtige sybariten
- 1976 : Hallo Baby
- 1977 : Tabu
- 1978 : Lucky Luke i bröderna Daltons hämnd

### À la télévision
- 1973 : Mumindalen
- 1975 : Pojken med guldbyxorna
- 1976 : En dåres försvarstal

## Prix et récompenses
- 1984 : Bourse Gösta Ekman
- 1987 : Médaille Litteris et Artibus